# Гайова Оксана Василівна
Окса́на Васи́лівна Гайова́ (2 вересня 1958, Нижній Вербіж, УРСР — 10 березня 2019, Львів, Україна) — українська архівістка, дослідниця спадщини митрополита Андрея Шептицького. Заслужений працівник культури України (2015).

## Життєпис
Оксана Гайова народилася у селі Нижній Вербіж, що на Прикарпатті, в родині вчителів. 1976 року закінчила Коломийську середню школу № 5. Протягом 1976—1981 років навчалася на історичному факультеті Івано-Франківського педагогічного інституту. По закінченню певний час працювала вчителем історії на Житомирщині. У листопаді 1982 року приєдналася до команди Центрального державного історичного архіву України, що у Львові. З 1998 року і аж до смерті очолювала сектор релігієзнавства архіву.
У власній діяльності зосередилася на дослідженні спадщини митрополита Андрея та блаженного Климентія Шептицьких. Підготувала до друку низку збірок документів та науково-популярних праць. Виступала з науковими доповідями та оглядами як в Україні, так і за кордоном. Брала участь у організації численних виставок та заходів на релігійну тематику.

## Відзнаки та нагороди
- «Заслужений працівник культури України» (29 липня 2015) — за значний особистий внесок у духовне збагачення українського народу, багаторічну культурно-просвітницьку діяльність[1]

## Вибрана бібліографія
- Кравчук А., Гайова О. Церква і церковна єдність: документи і матеріали. 1899-1944: [Збірник]. Митрополит Андрей Шептицький: Життя і діяльність. — Львів : Свічадо, 1995. — 523 с. — ISBN 5-7707-5049-9.
- Кравчук А., Гайова О. Церква і суспільне питання. Пастирське вчення та діяльність (Кн. 1): документи і матеріали. 1899-1944: [Збірник]. Митрополит Андрей Шептицький: Життя і діяльність. — Львів : Місіонер, 1998. — 572 с. — ISBN 966-7086-31-3.
- Кравчук А., Гайова О. Церква і суспільне питання. Листування (Кн. 2): документи і матеріали. 1899-1944: [Збірник]. Митрополит Андрей Шептицький: Життя і діяльність. — Львів : Місіонер, 1999. — 571 с. — ISBN 966-7086-48-8.
- Гайова О. Слово Патріарха Йосифа: документи. Матеріали. Світлини. 1917-1984. — Львів : Гердан, 2003. — 240 с.
- Гайова О. Митрополит Андрей Шептицький та Пласт. — Львів : Артос, 2012. — 291 с. — ISBN 978-617-629-080-3.